# Эйрсайд (Гонконг)
Эйрсайд (Airside) — 48-этажный офисный небоскрёб, расположенный в округе Коулун-Сити (Гонконг). Построен в 2022 году в рамках масштабного проекта застройки бывшего аэропорта Кайтак. Архитекторами башни выступили норвежская фирма Snøhetta и гонконгская Ronald Lu and Partners, застройщиком — гонконгская компания Hip Hing Construction, владельцем является гонконгский конгломерат Nan Fung Group (общая стоимость проекта составила 32 млрд гонконгских долларов). По состоянию на 2024 год Airside являлся 72-м по высоте зданием Гонконга.

## География
Airside расположен в районе Кайтак округа Коулун-Сити. Пешеходными переходами комплекс соединён с соседними локациями — станцией метро Кайтак (линия Тхюньма), государственным офисным центром Trade and Industry Tower и торговым центром Mikiki. 
Рядом с Airside расположены спортивный парк Кайтак и круизный терминал Кайтак, построенные на месте закрытого аэропорта Кайтак.

## Структура
Комплекс состоит из основной 48-этажной офисной башни, 32-этажной офисной башни пониже, многоуровневого торгово-развлекательного центра и подземного паркинга. В состав ТРЦ Airside входят многочисленные магазины модной одежды, обуви, белья, косметики и товаров для дома, рестораны и кафе, художественные галереи, а также музей авиации, супермаркет сети c!ty'super и многозальный кинотеатр MCL. На крыше торгового центра разбита парковая зона.
Крупнейшими арендаторами офисов в Airside являются Konica Minolta, GlaxoSmithKline, Puma, Schwarz Gruppe, AIA Group, Prudential, OCBC Wing Hang Bank, SEB, The Bank of Tokyo-Mitsubishi UFJ и Nan Fung Group.

## Галерея

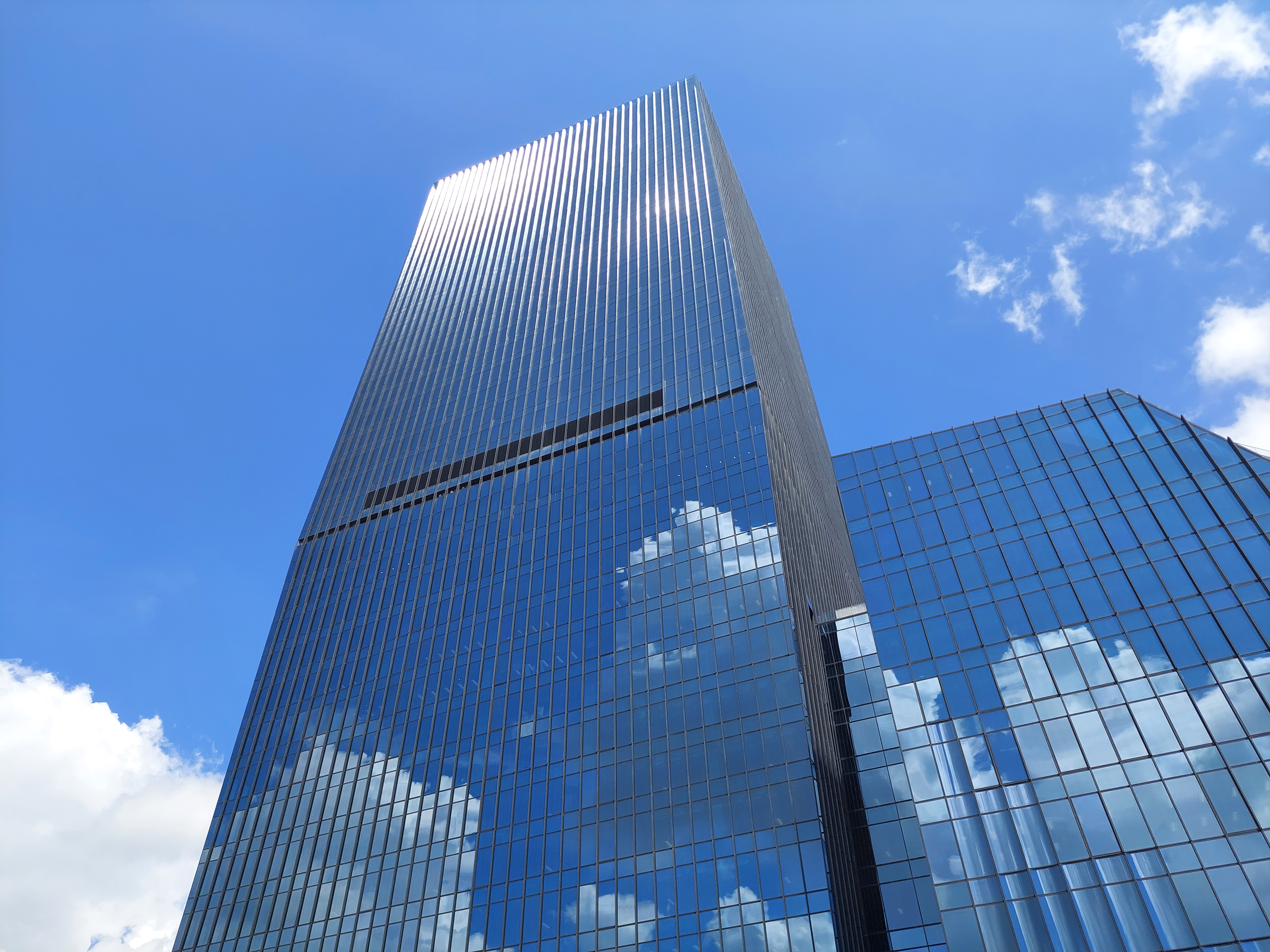
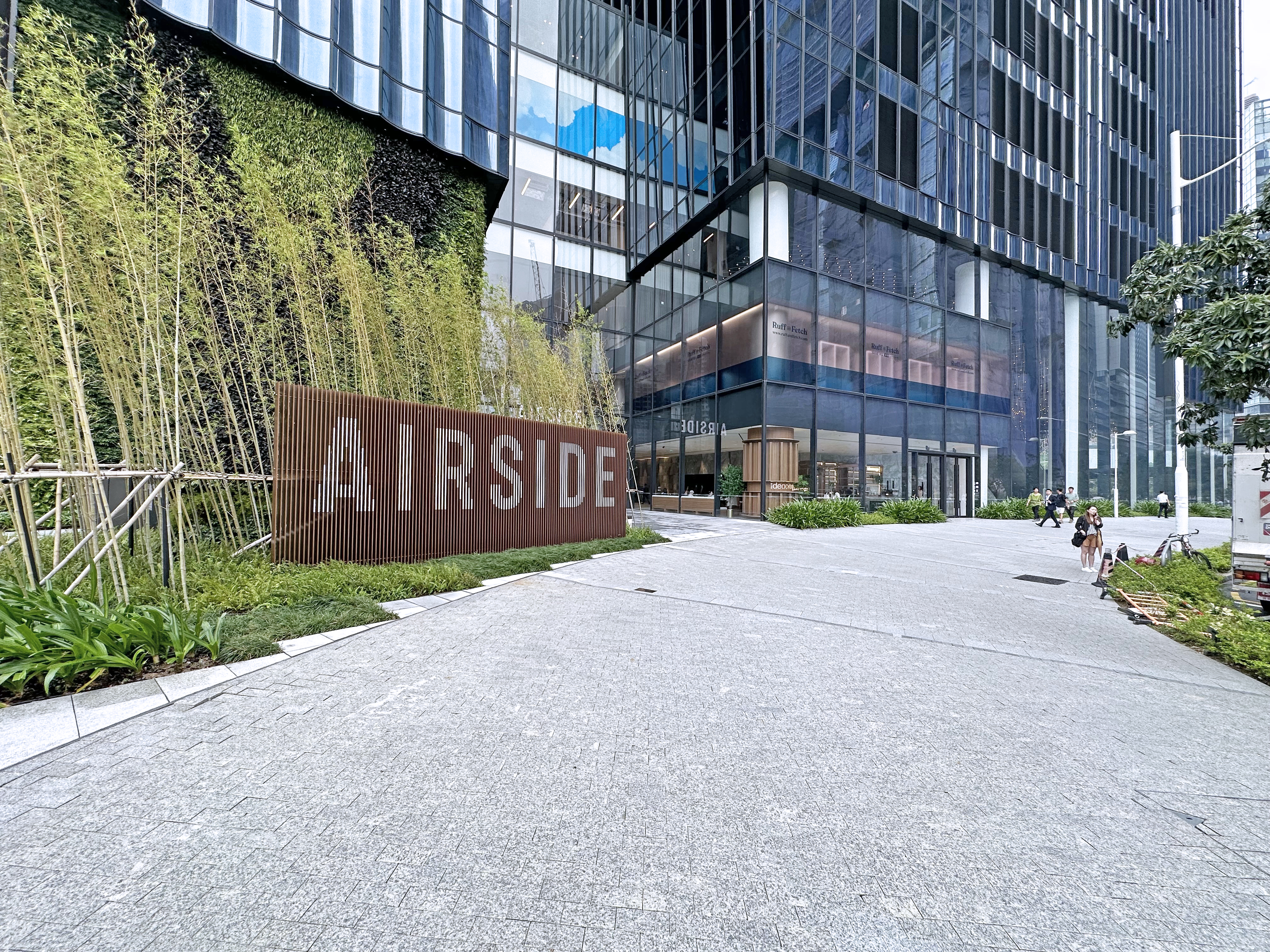
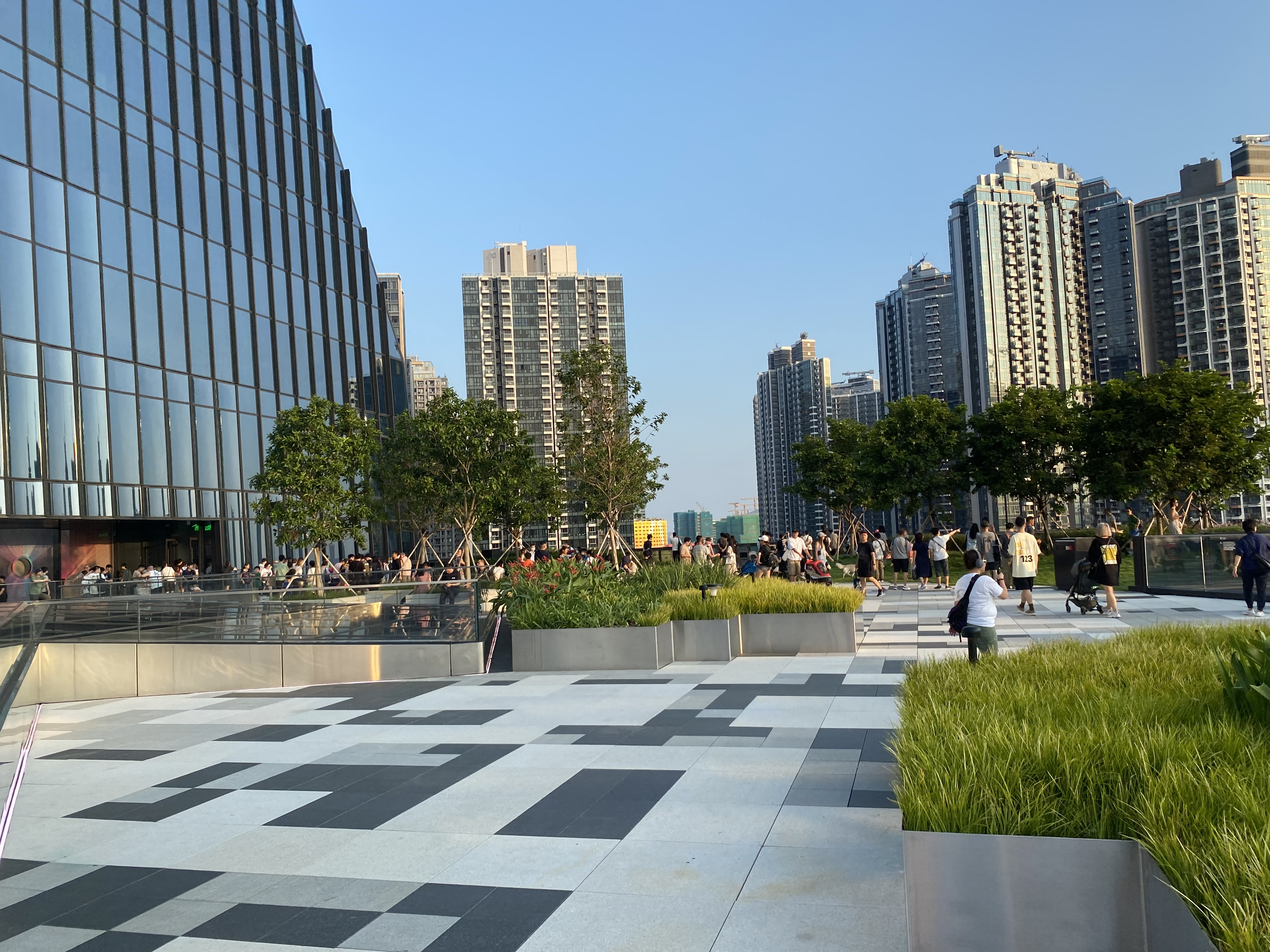
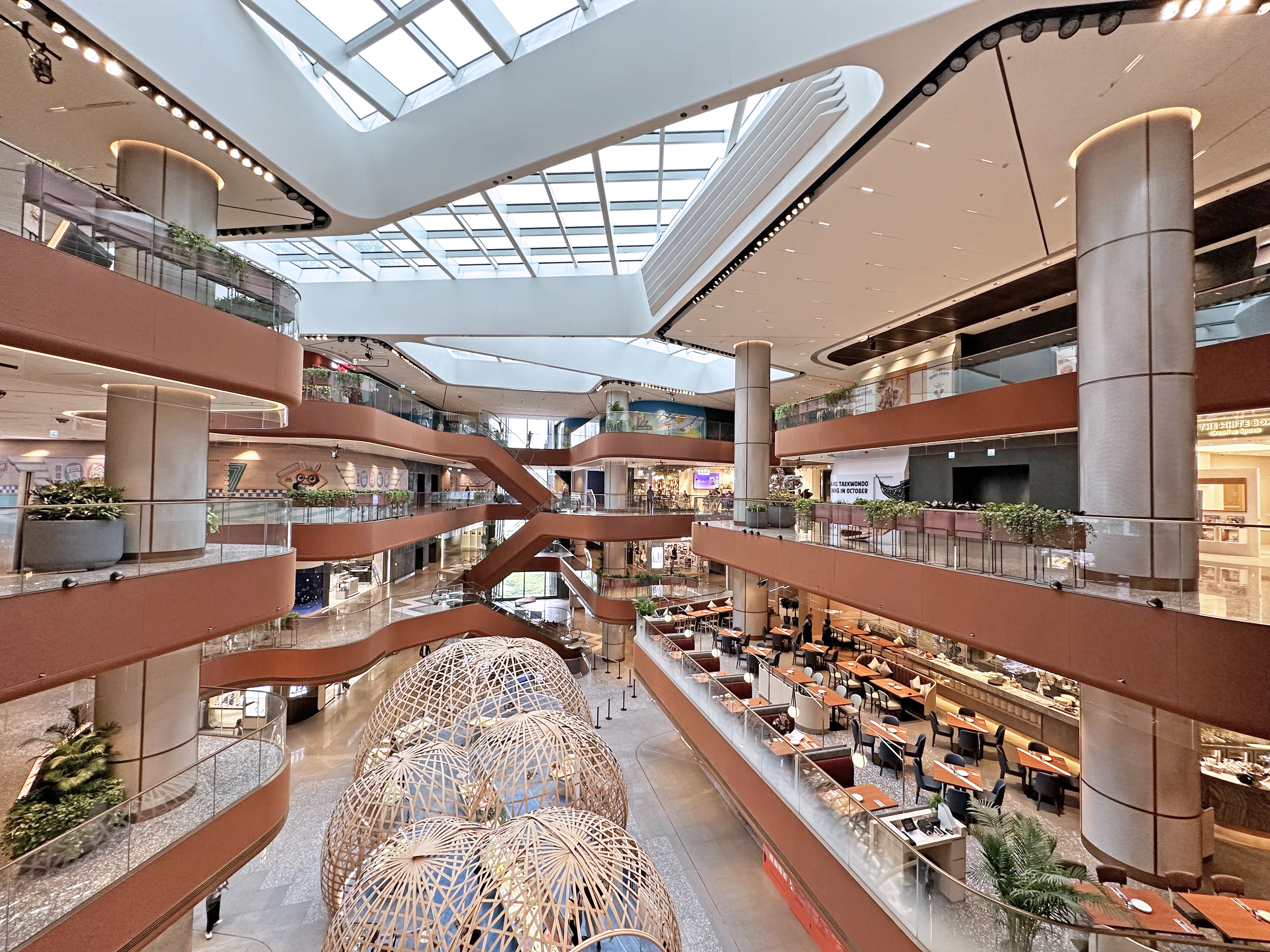
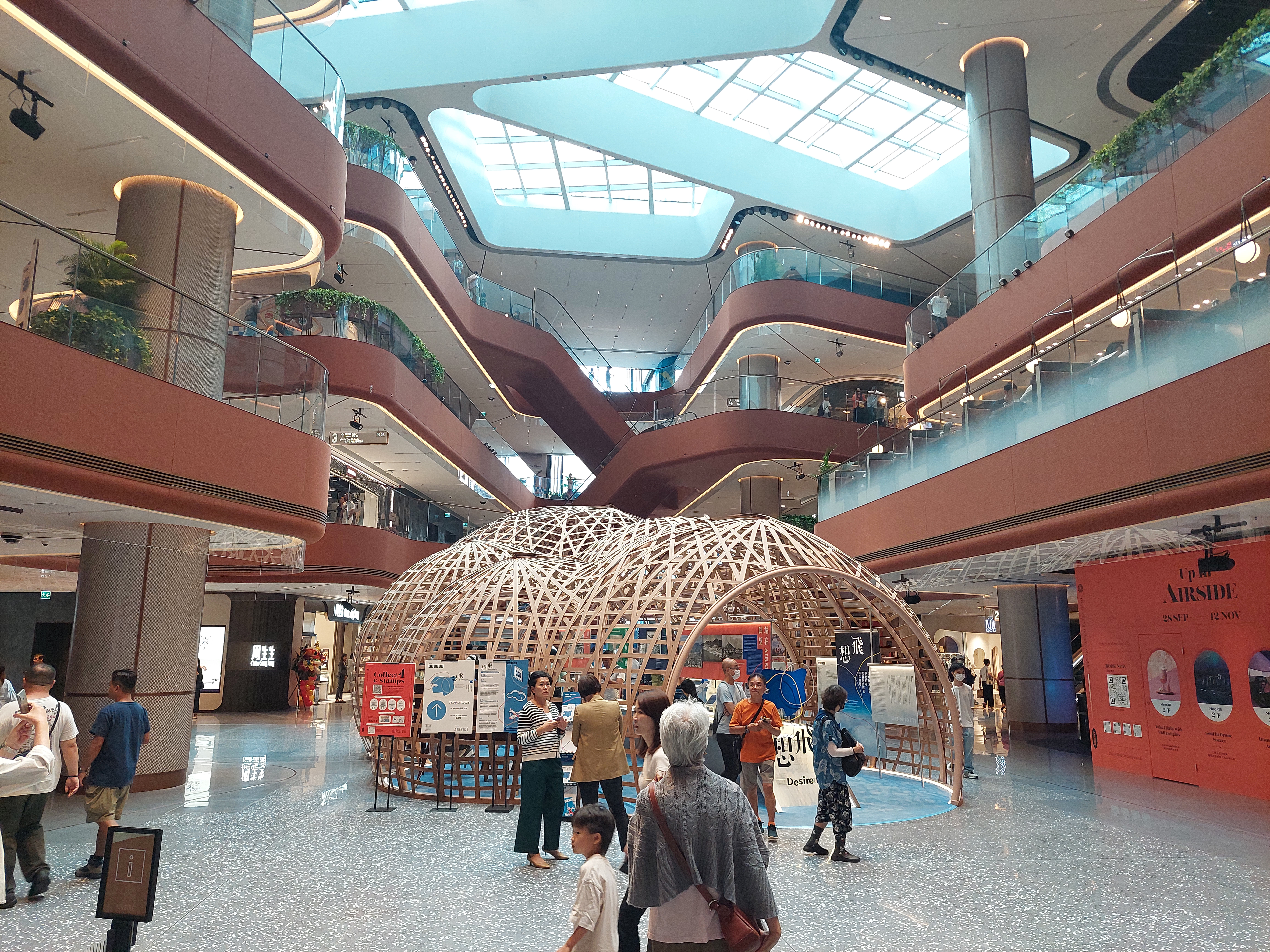

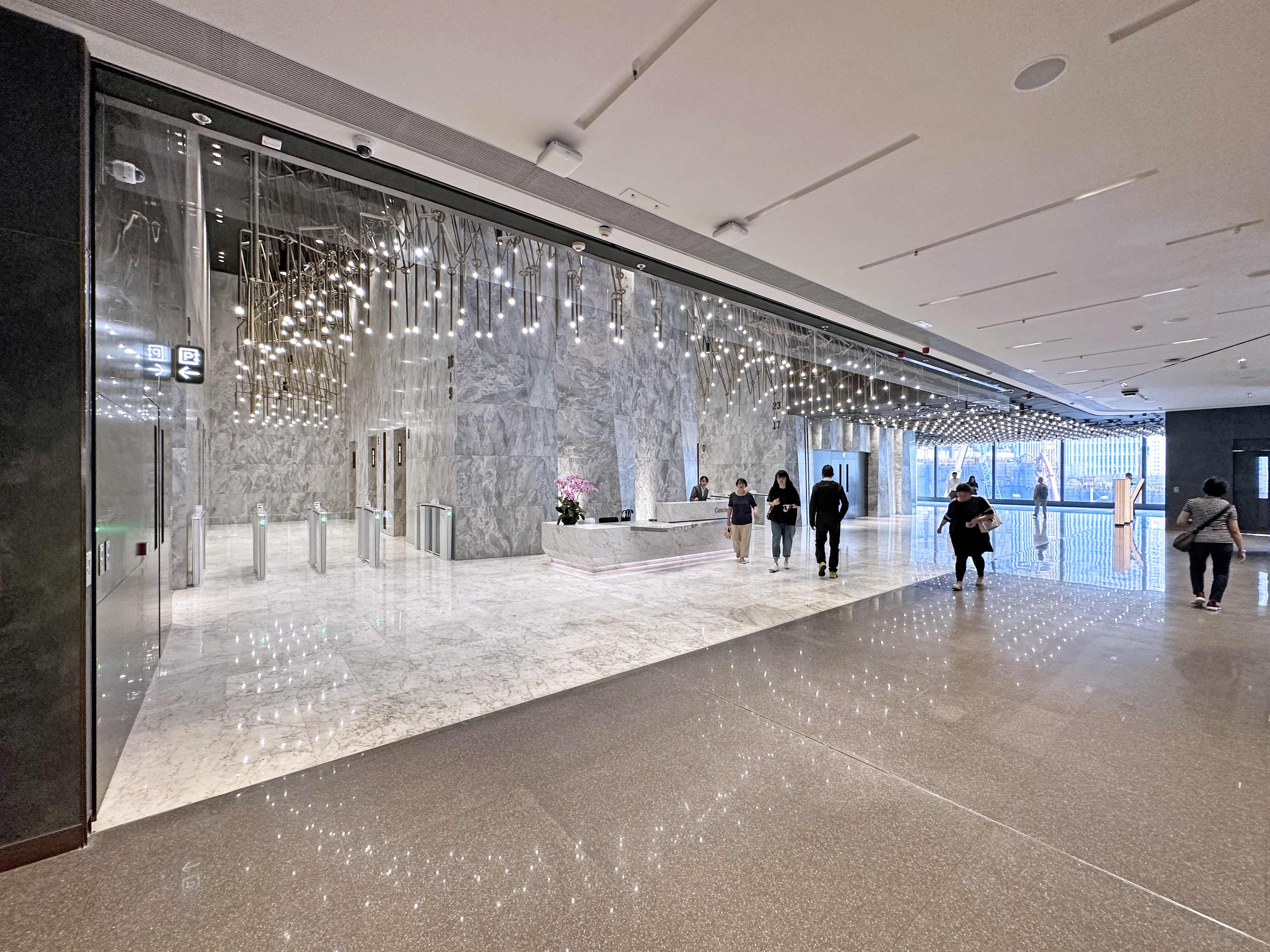
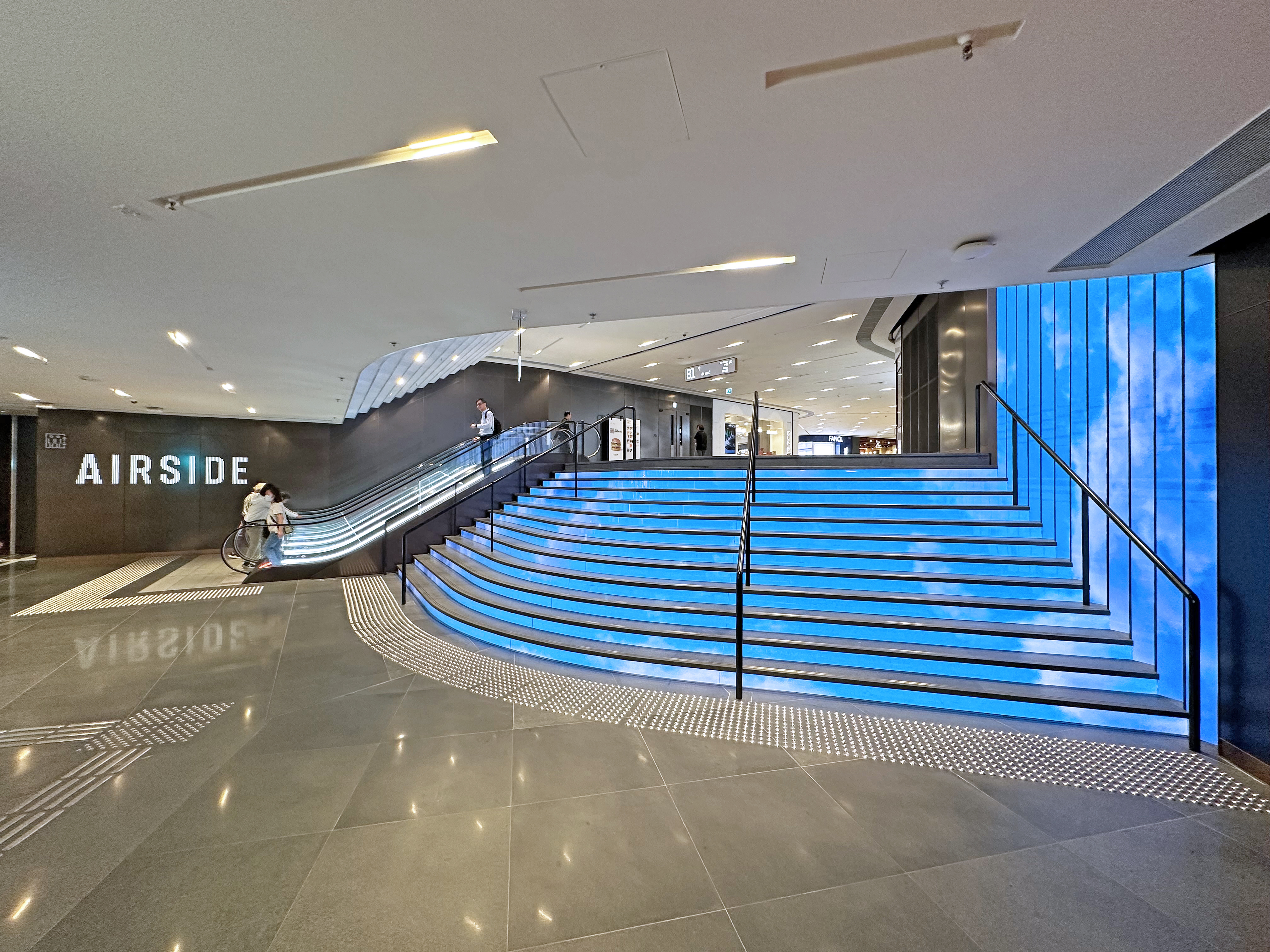
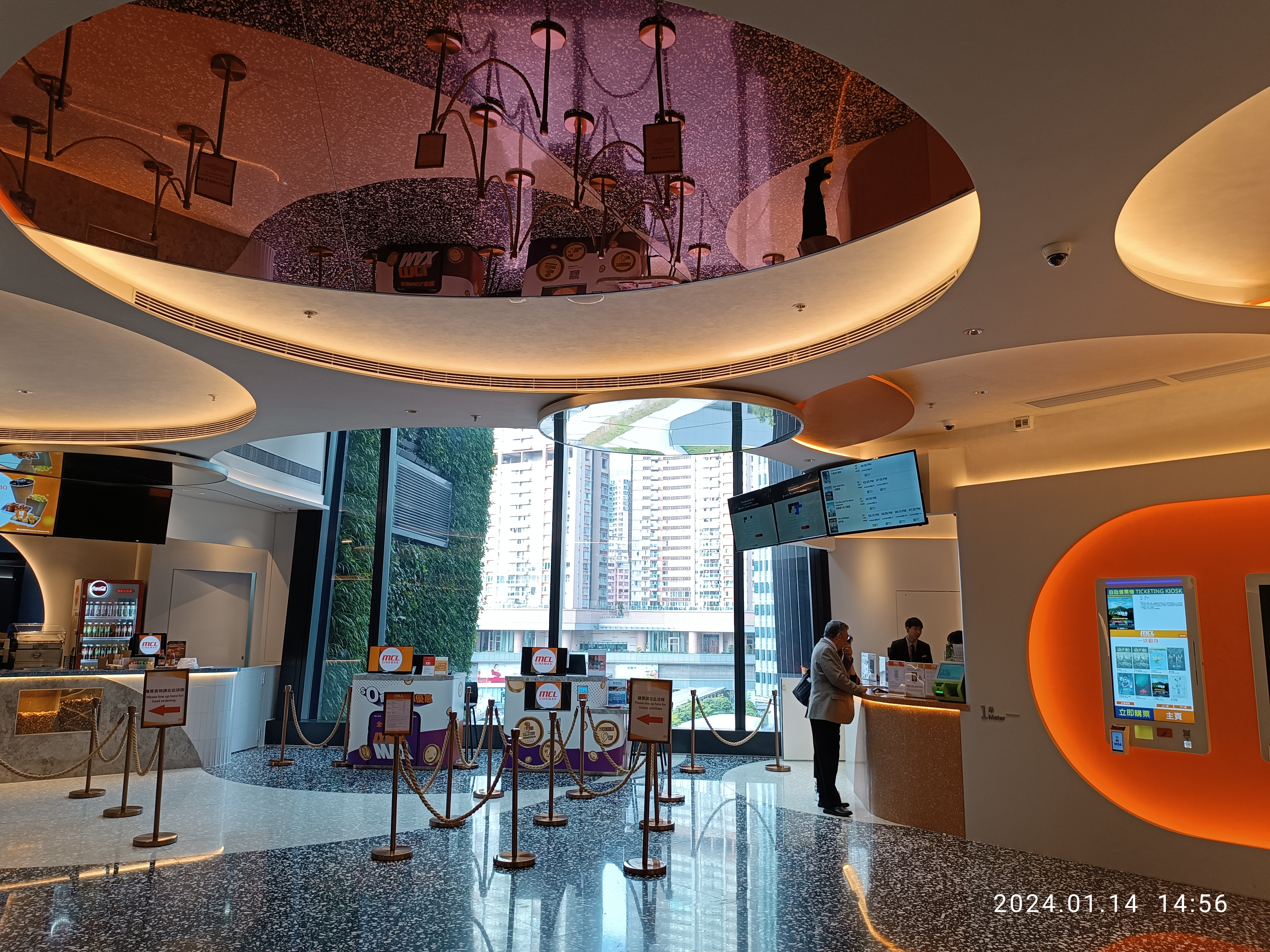
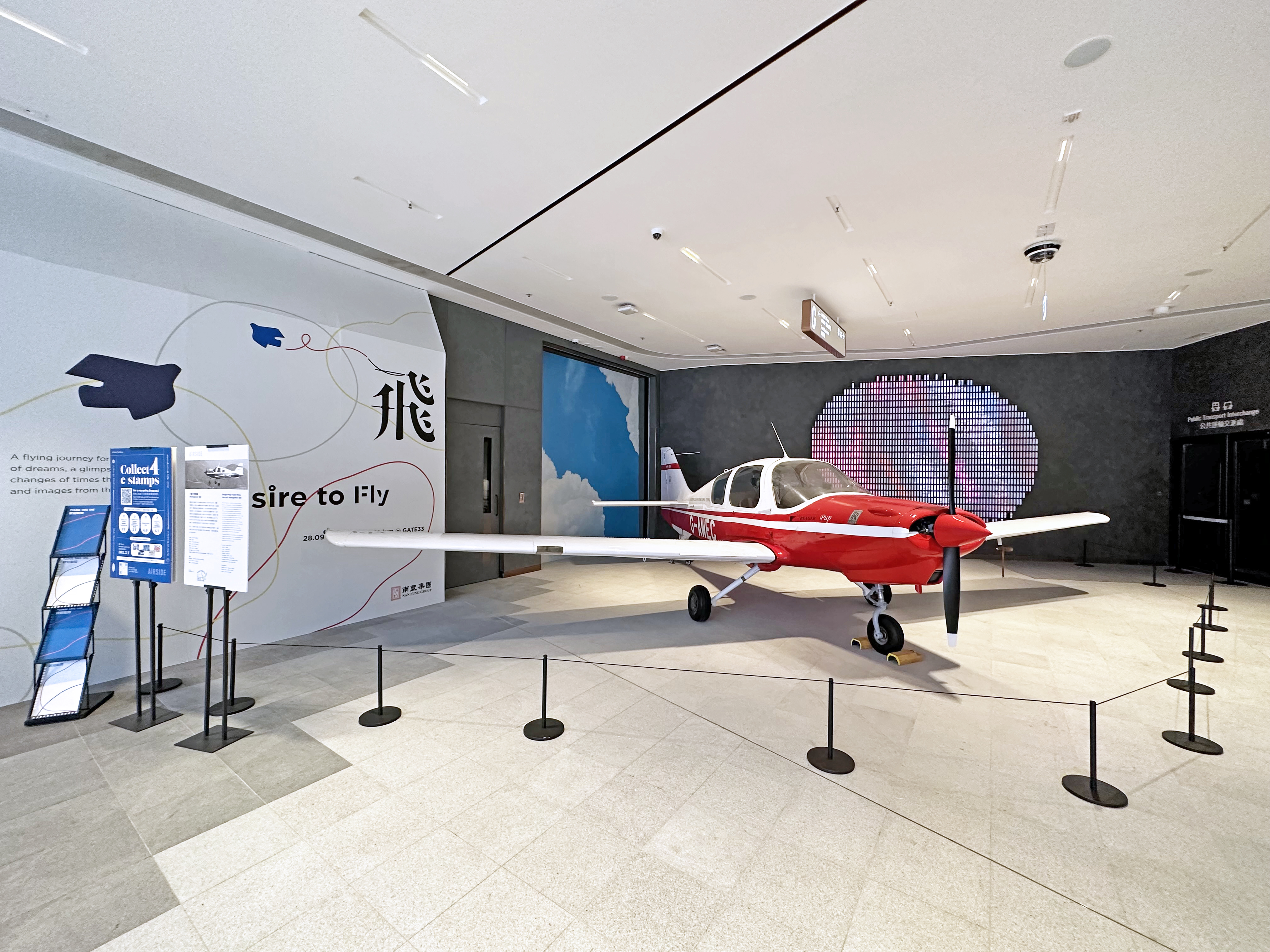
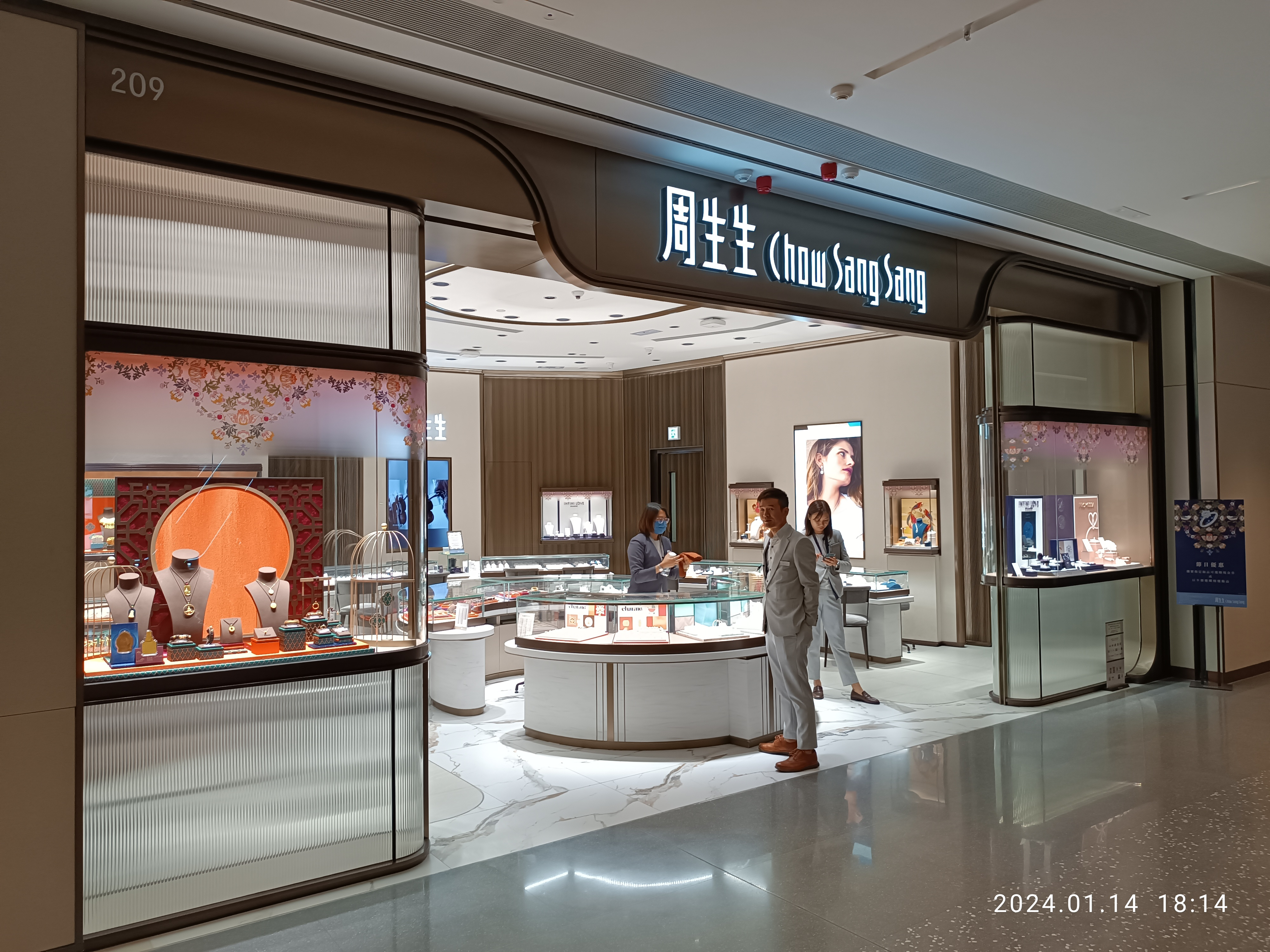